# Piotrowo (Lubomino)
Piotrowo (deutsch Petersdorf) ist ein Dorf in der polnischen Woiwodschaft Ermland-Masuren, das zur Landgemeinde Lubomino (Arnsdorf) im Powiat Lidzbark Warmiński (Heilsberger Kreis) gehört.

## Geographische Lage
Das Dorf  liegt am Südostufer des Dittrichsdorfer Sees.  Bis zur Kreisstadt Lidzbark Warmiński (Heilsberg) sind es 25 Kilometer, die nächste Stadt ist Dobre Miasto (Guttstadt) in zehn Kilometern Entfernung.

## Geschichte
Von 1874 bis 1945  war Petersdorf in den Amtsbezirk Wolfsdorf (heute polnisch: Wilczkowo) eingegliedert. Er gehörte zum Kreis Heilsberg im Regierungsbezirk Königsberg der preußischen Provinz Ostpreußen.
Gegen Ende des Zweiten Weltkriegs eroberte Anfang 1945 die Rote Armee die Region und unterstellt sie im März 1945 zusammen mit der südlichen Hälfte Ostpreußens der Verwaltung der Volksrepublik Polen. Diese benannte den Ort in Piotrowo um, vertrieb die Einwohner und siedelte an ihrer Stelle Polen an.
1975 bis 1998 war der nun Piotrowo genannte Ort Teil der Woiwodschaft Olsztyn (Allenstein). Heute liegt das Dorf innerhalb der Gmina Lubomino (Arnsdorf) im Powiat Lidzbarski (Heilsberger Kreis) in der Woiwodschaft Ermland-Masuren.

### Bevölkerungsentwicklung bis 1945
| Jahr | Einwohner | Anmerkungen         |
| ---- | --------- | ------------------- |
| 1816 | 151       | [ 2 ]               |
| 1852 | 265       | [ 3 ]               |
| 1858 | 274       | sämtlich Katholiken |
| 1910 | 202       | [ 5 ]               |
| 1933 | 237       | [ 6 ]               |
| 1939 | 236       | [ 6 ]               |

## Religionen

### Evangelisch
Bis 1945 gehörten die evangelischen Bewohner Petersdorfs zum Kirchspiel Regerteln (heute polnisch: Rogiedle). Es lag im weitflächigen Kirchenkreis Braunsberg (Braniewo) in der Kirchenprovinz Ostpreußen der Kirche der Altpreußischen Union. Heute ist Piotrowo der evangelisch-lutherischen Pfarrei in Olsztyn (Allenstein) zugeordnet. Sie ist Teil der Diözese Masuren der Evangelisch-Augsburgischen Kirche in Polen.

### Katholisch
So wie Petersdorf katholischerseits vor 1945 zur Pfarrei Wolfsdorf gehörte, so ist Piotrowo jetzt in die Parafia Wilczkowo eingepfarrt. Sie ist in das Dekanat Świątki (Heiligenthal) im Erzbistum Ermland der Katholischen Kirche in Polen eingegliedert.

## Verkehr
Der Ort ist von der Landesstraße 593 aus über Wilczkowo (Wolfsdorf) auf einer Nebenstraße zu erreichen.